# Michael Gravgaard
Michael Julius Gravgaard (født 3. april 1978) er tidligere fodboldspiller. Han sluttede karrieren i FC Nantes efter skadesproblemer.
Han har spillet 18 landskampe og scoret 5 mål. Den foreløbig sidste var den 12. september 2007 mod Liechtenstein
Pr 1.2.2016 adm. direktør for fodboldoverbygningen Randers FC. I 2018 trådte Michael Gravgaard tilbage som direktør, efter længere tids dårlige resultater og kritiserede trænerbeslutninger .
Michael Gravgaard har været igennem en personlig rekonstruktion, på grund af store fejlslagne investeringer

## Klubkarriere

### Tidlige karriere
Han har tidligere i karrierens løb spillet for Spentrup IF, Randers Freja, Viborg FF og Hamburger SV. Gravgaard var tæt på af afslutte sin karriere, da han spillede i Randers Freja, fordi han ikke syntes, at det hårde arbejde bar frugt. Daværende Viborg FF-træner Søren Kusk kunne dog se potentialet og hentede ham til klubben i sommeren 2002 fra Randers. I sin debut scorede han mod FC København. Gravgaard spillede i Viborg FF hovedsageligt som centerforsvarer, men enkelte gange også som angriber.

### FC København
Gravgaard blev hentet til F.C. København fra Viborg FF i sommeren 2005 sammen med Jesper Christiansen for cirka 10 millioner kr. og blev senere udtaget til Morten Olsens A-landsholdstrup, hvor han tilspillede sig en plads ved siden af Liverpool-spilleren Daniel Agger i midterforsvaret.
Michael Gravgaard er kendt for sine hovedstød. Blandt FCK-fans fik han kælenavnet "Copenhagen Airforce", netop pga sin styrke ved luftdueller.
Michael Gravgaard har en signeret spillertrøje hængende på den belgiske sportsbar Fat Boys i Bruxelles blot 100 meter fra Europaparlamentet. Her hænger hans trøje sammen med andre fra flere verdensstjerner.

### FC Nantes
Den 6. juli 2008 skrev han under på en 3-årig kontrakt med den franske Ligue 1-klub FC Nantes. Gravgaard fik dog en vanskelig start i klubben, hvor han startede som anfører, men kort inde i sæsonen røg Gravgaard af holdet, og fik vanskeligt ved at tilkæmpe sig spilletid.

### Hamburger SV
Den 1. februar 2009 blev det offentliggjort, at FC Nantes havde indgået et halvårig lejeaftale med den tyske Bundesliga-klub Hamburger SV om udleje af Gravgaard.

## Spillerhæder
- 2005 Udtaget til årets hold
- 2005 Årets profil i Superligaen
- 2005 Efterårets profil
- 2006 Efterårets profil

## Præmier
Danske 2. division (fodbold): 1998/99, med Randers Freja.
Superligaen: 2005/06 & 2006/07, med F.C. København.
Royal League: 2005/06, med F.C. København.